# Måns Wrange
Måns Anders Wrange, född 11 mars 1961, är en svensk konstnär och tidigare rektor för Kungliga Konsthögskolan i Stockholm.
Måns Wrange har varit professor i fri konst på Konstfack i Stockholm 1998-2008 och rektor för Kungliga Konsthögskolan 2008-2014. Han blev 2019 utnämnd till rektor för Kunsthøgskolen i Oslo för en fyraårsperiod.
Som konstnär är Wrange representerad på bland annat Moderna museet  med tre konstverk.